# When a Girl Loves
When a Girl Loves er en amerikansk stumfilm fra 1924 instrueret af Victor Halperin og C. R. Wallace.

## Medvirkende
- Agnes Ayres som Sasha Boroff
- Percy Marmont som Michael
- Robert McKim som Dr. Godfrey Luke
- Kathlyn Williams som Helen
- John George som Grishka
- Mary Alden
- George Siegmann som Rogojin
- Ynez Seabury som Fania
- William Orlamond som Alexis